# Réserve écologique Marcel-Raymond

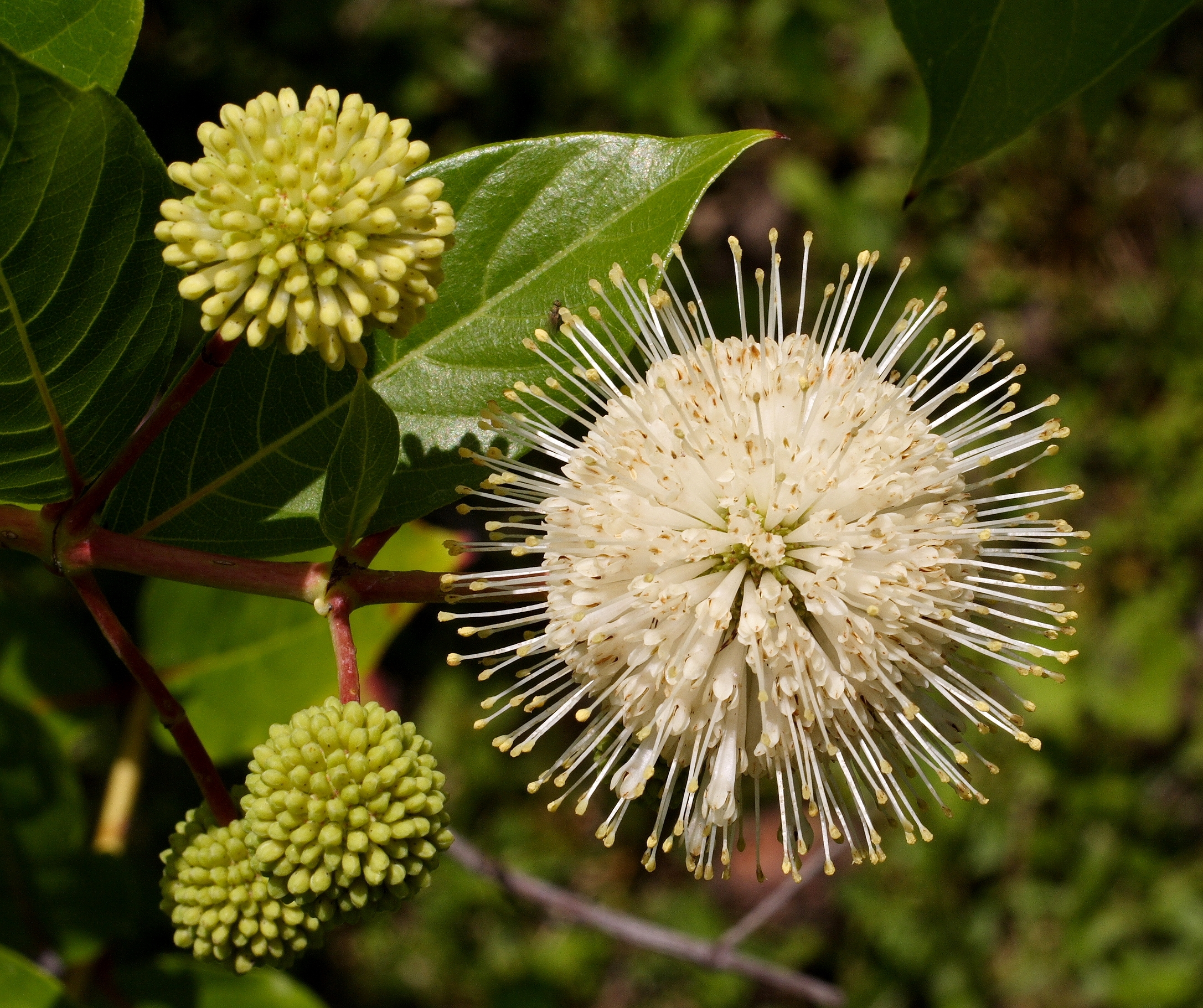
Westlicher Knopfbusch (Cephalanthus occidentalis)

Die Réserve écologique Marcel-Raymond ist ein im Jahr 1987 auf einer Fläche von 64,21 ha eingerichtetes Schutzgebiet im äußersten Süden der kanadischen Provinz Québec in der Regionalen Grafschaftsgemeinde Le Haut-Richelieu.

## Lage, Geologie, Landschaft
Es liegt am Pointe du Gouvernement am Richelieu-Fluss. Es schützt einen Wald, in dem sich hauptsächlich in Kanada seltene Zweifarbige Eichen (Quercus bicolor) finden, die die Uferböschungen des Richelieu bevorzugen. Ihre Blätter weisen auf der Ober- und der Unterseite verschiedene Farben auf.
Der Untergrund des Schutzgebietes besteht ausschließlich aus Sedimentgestein. Darüber lagerten sich während der Zeit des Champlainmeers Lehm, Schluff und Sand ab.

## Flora
Das Gebiet ist feucht, wobei Moor und Sumpf, Schwemm- und Feuchtgebiete, sowie als Herbier marins bezeichnete, ständig in Untiefen stehende Pflanzengesellschaften nebeneinander bestehen. Zwei Drittel des Gebiets bestehen dabei aus Sumpflandschaften, in denen Bäume wachsen, wobei die Zweifarbige Eiche weniger feuchte Gebiete vorzieht. Neben dieser Art findet sich Silber-Ahorn (Acer saccharinum), eine Baumart, die in Québec ebenfalls selten anzutreffen ist. Beide Arten stehen in den höheren Regionen, in denen der Boden vergleyt ist. Daneben findet sich die Rot-Esche (Fraxinus pennsylvanica), auch „Pennsylvanische Esche“ (französisch „Frêne rouge de Pennsylvanie“) genannt, Silber-Ahorn und Rot-Ahorn.
Die nassen Grasgebiete bergen Rohrglanzgras (französisch Phalaris roseau), Spartina pectinata aus der Gattung der Schlickgräser oder der Breitblättrige Rohrkolben.
Im Schutzgebiet finden sich mindestens sieben bedrohte Pflanzenarten: Aster fragilis aus der Gattung der Astern, Carex lupuliformis und Carex typhina, zwei Seggenarten, Gratiola aurea aus der Gattung der Gnadenkräuter, Lysimachia hybrida, eine Gilbweiderichart, Platanthera flava (L.) Lindley (franz.: „Platanthère à gorge tuberculée var. petite-herbe“) aus der Gattung der Waldhyazinthen und Zizania aquatica var. aquatica, eine Art aus der Gattung Wasserreis.

## Fauna
Zahlreiche Wasservogelarten nutzen das Gebiet, sechs Froschlurcharten, allerdings wurde die Umgebung durch die Landwirtschaft stark in Mitleidenschaft gezogen.

## Namensgeber
Der Name des Gebiets geht auf den Botaniker Marcel Raymond (2. Dezember 1915 – 13. August 1972) aus Saint-Jean d’Iberville zurück, der mit mehreren Werken, darunter sein Esquisse phytogéographique du Québec (1950) die Vegetation Québecs weiteren Kreisen bekannt machte.